# Sárga pohók
A sárga pohók (Gastropacha populifolia) a szövőlepkefélék családjába tartozó, Eurázsiában honos lepkefaj. 

## Megjelenése
A sárga pohók szárnyfesztávolsága a hímek esetében 4,0-6,0 cm; a nőstényeknél 5,8-7,5 cm. A pihenő lepke a megtévesztésig hasonlít egy sárga nyárfalevélre. A szárnyak viszonylag nyújtottak, az elülső szárny csúcsa kissé visszahajlik, "kampós". A testet sűrű szőrök borítják. A test és a szárnyak többnyire barnássárgák, sárgásokkeresek, de a hímek között vörhenyes vagy lilás példányok is előfordulnak. Az elülső szárnyon öt, a hátsón három - ívelt foltokból álló, szaggatott - barnás harántsáv található. A szárnyak fakóbb fonákján a rajzolat néha alig látszik, de van hogy markáns, sötétbarna vagy szürke színű. A szárnyak rojtja sárgásbarna, sárga vagy vörhenyes. 
Változékonysága nem számottevő.
Petéje kerek, fehéren-feketészölden csíkozott, kikelés előtt sötét vörösbarna.
Hernyója szürke, sötéten pettyezett, rejtőszínű, kifejletten 7-8,5 cm is lehet. Szelvényközei sárgásak, a közép- és utótoron feketéskék folt látható, utóbbinak közepe vörös.  

### Hasonló fajok
A tölgylevélpohók hasonlít hozzá.  

## Elterjedése
Eurázsia mérsékelt övi zónájában fordul elő Franciaországtól Japánig. Magyarországon szórványosan az egész országban megtalálható. 

## Életmódja
Ártéri erdők, ligeterdők, ültetett nyárasok lepkéje. 
Az imágók éjjel repülnek. Hidegebb éghajlat alatt egy (júniustól augusztus elejéig), melegebb klímán (mint Dél-Magyarországon és az Alföldön) két (május-június és július-augusztus) nemzedéke repül. A nőstény kis csomókban helyezi el petéit a különböző nyárfa-vagy fűzfafajok ágaira vagy leveleire. Általában a napos, nedves helyen lévő idős fákat preferálják, ahol a hernyók a magas lombkoronában táplálkoznak. A hernyó áttelel és a következő évben tavasz végén, nyár elején bebábozódik. Bábja feketésbarna, erős fehér behintéssel; szőrökkel kevert szürkés vagy sárga szövedék veszi körül.  

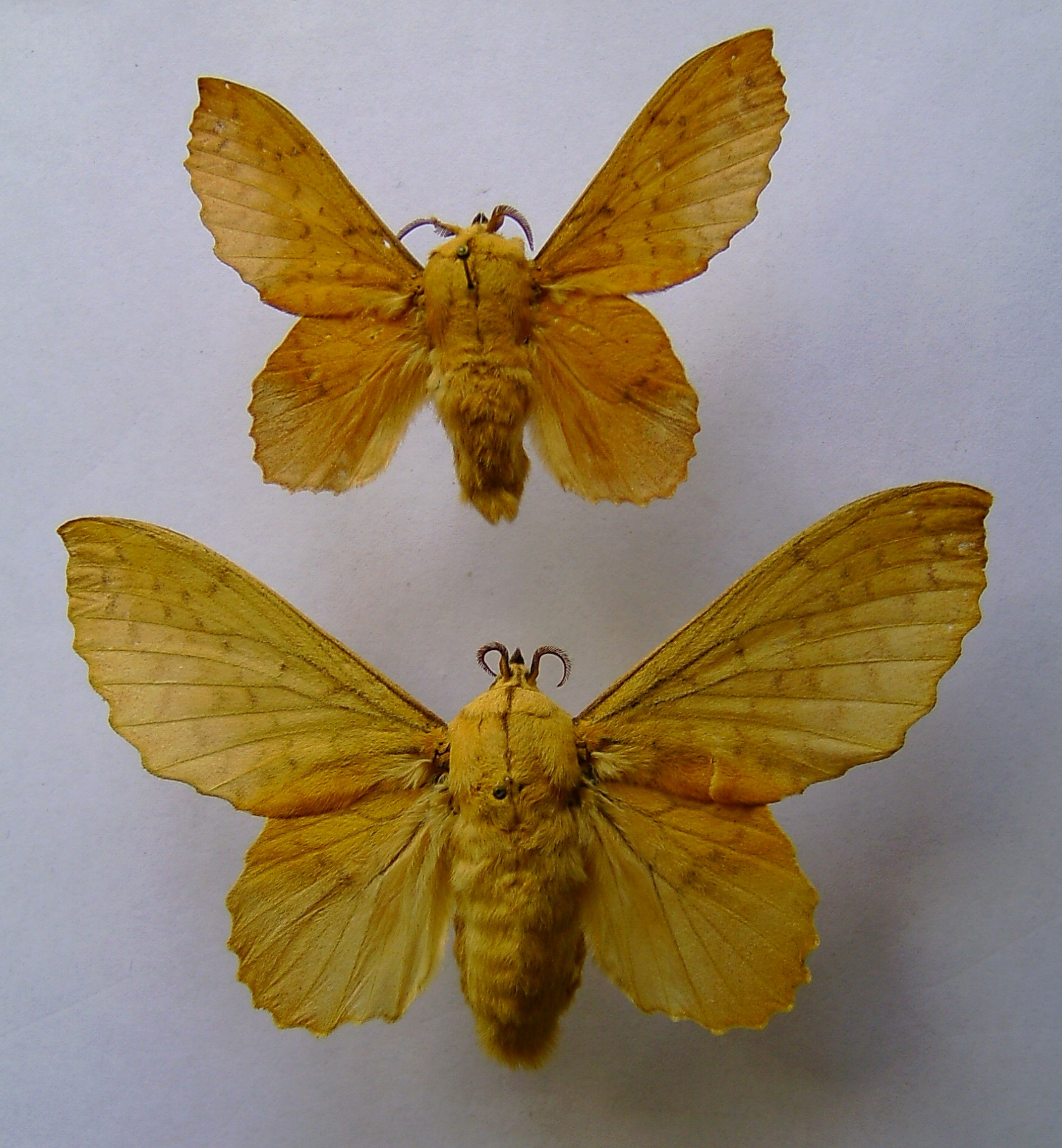
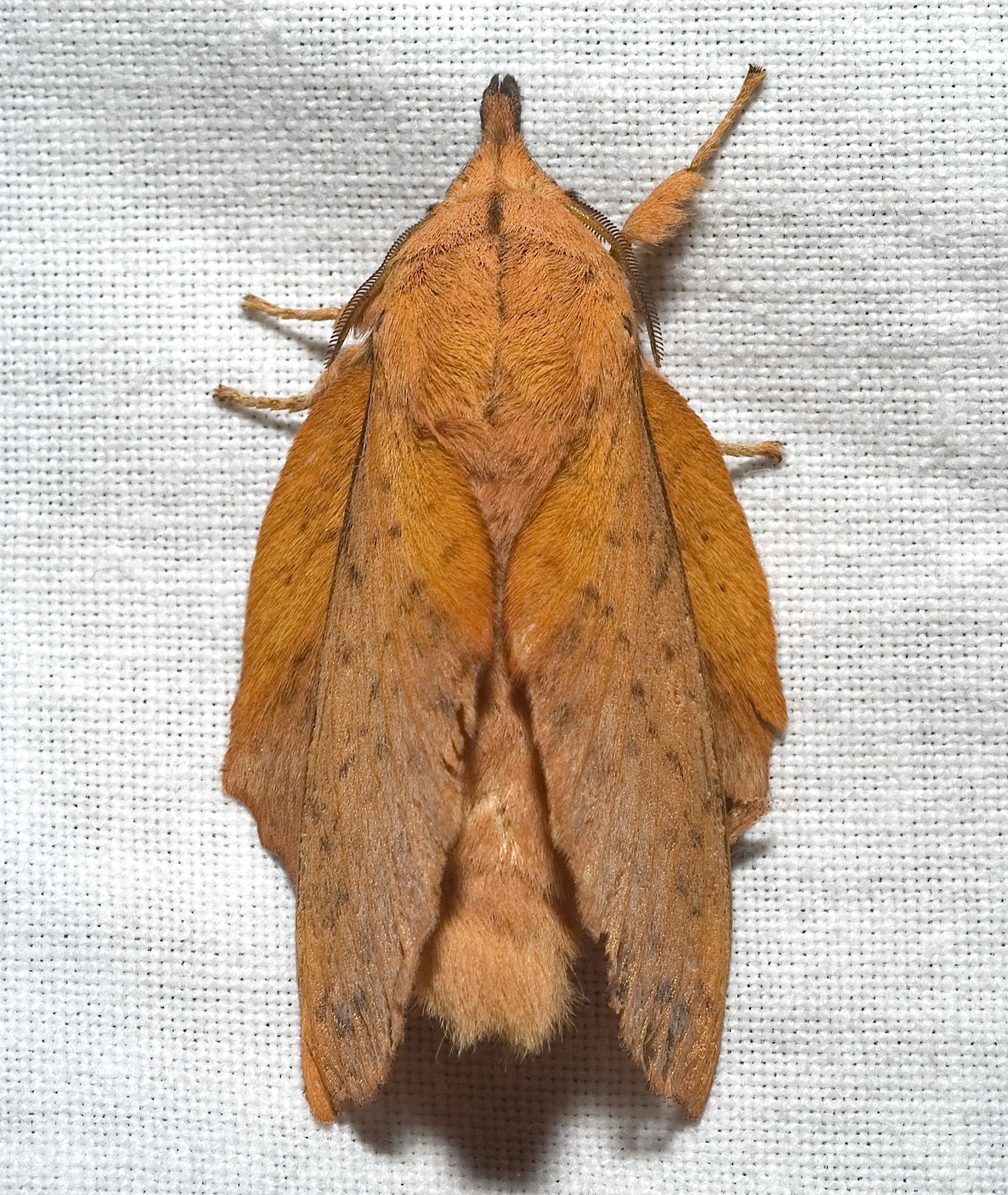
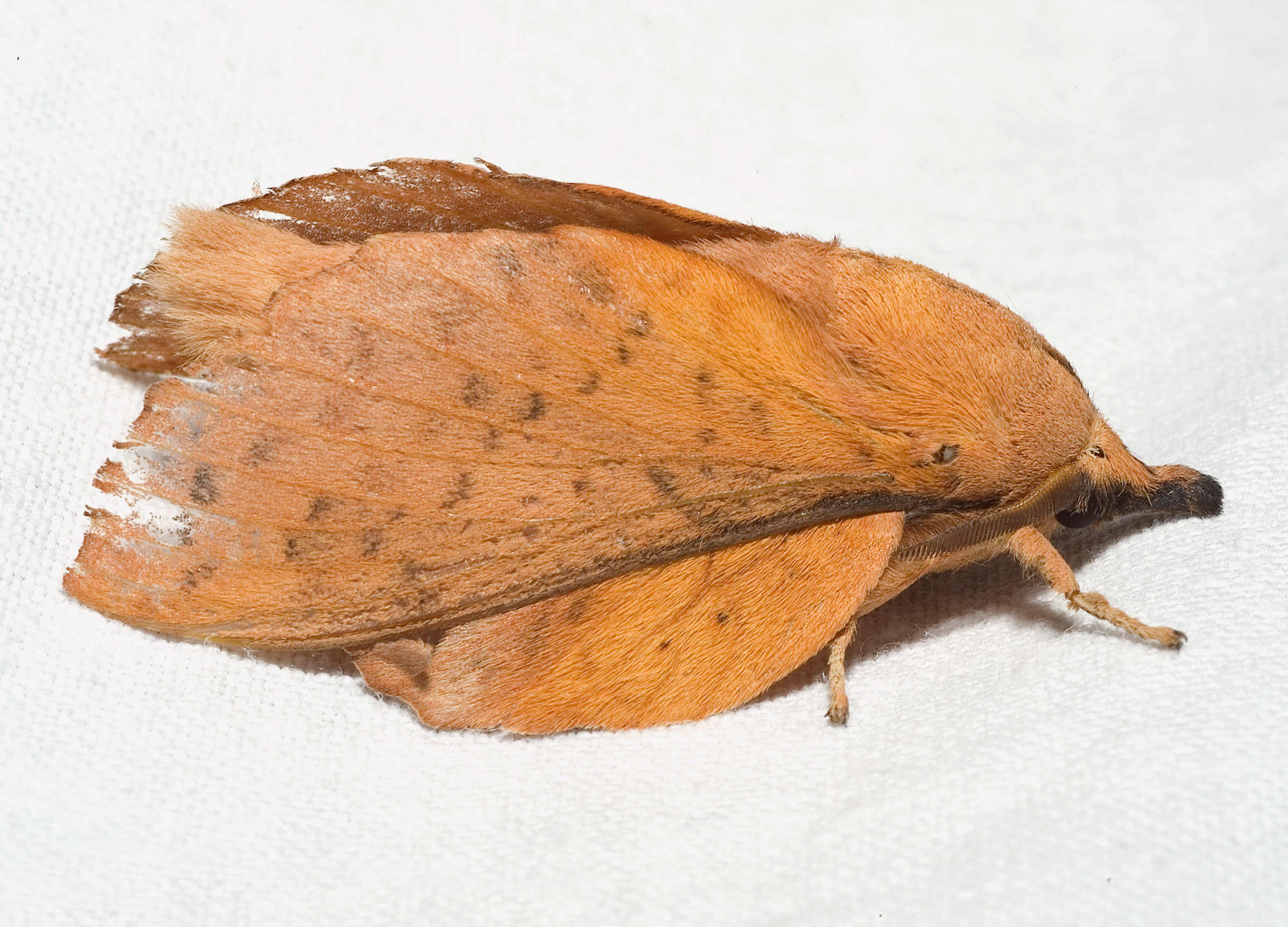
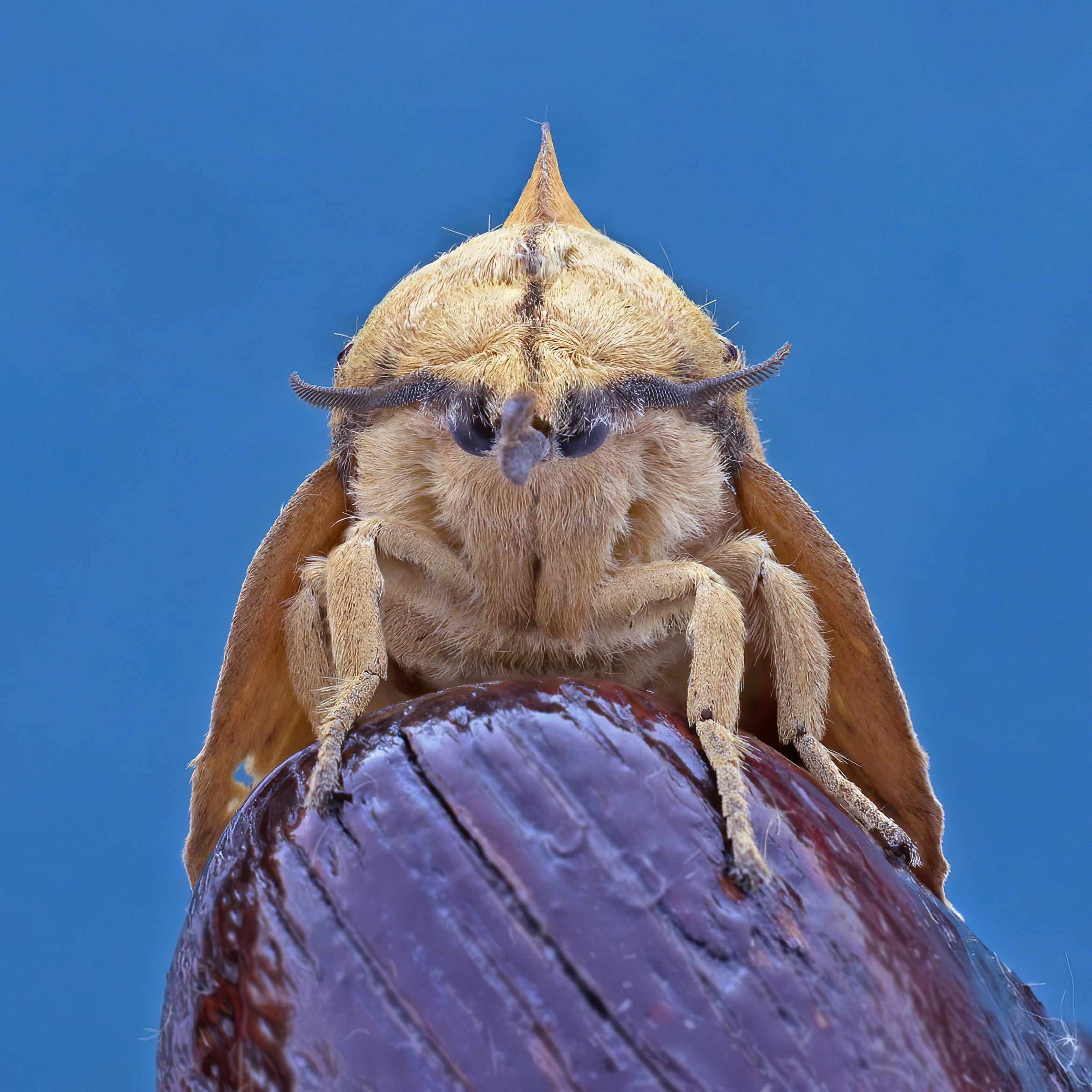
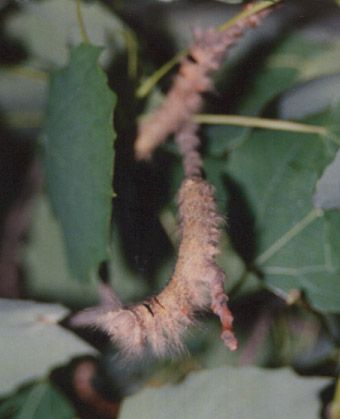

Magyarországon nem védett.